# Teozeloc
Teozeloc är en ort i Mexiko.   Den ligger i kommunen Tamazunchale och delstaten San Luis Potosí, i den sydöstra delen av landet, 200 km norr om huvudstaden Mexico City. Teozeloc ligger 602 meter över havet och antalet invånare är 231.
Terrängen runt Teozeloc är kuperad åt sydost, men åt nordväst är den bergig. Runt Teozeloc är det ganska tätbefolkat, med 56 invånare per kvadratkilometer. Närmaste större samhälle är Tamazunchale, 5,7 km nordost om Teozeloc. I omgivningarna runt Teozeloc växer huvudsakligen savannskog.